# Mad Dogs (US-amerikanische Fernsehserie)
Mad Dogs ist eine US-amerikanische Thrillerserie. Sie ist eine erweiterte Adaption der gleichnamigen britischen Serie, die von 2011 bis 2013 bei der BBC ausgestrahlt wurde. Die Pilotfolge wurde am 15. Januar 2015 über Amazon Video veröffentlicht, die restlichen neun Episoden folgten am 22. Januar 2016. Die Veröffentlichung der synchronisierten Fassung fand am 4. März 2016 ebenfalls über Amazon Video statt. Amazon Video und die Produzenten verhandelten 2016 über eine Fortsetzung, konnten sich jedoch inhaltlich nicht einigen, sodass es keine zweite Staffel geben wird.

## Handlung
Die Serie handelt von vier mittvierziger US-Bürgern, die seit Collegetagen mehr oder weniger befreundet sind. Bei einem gemeinsamen Urlaub auf Einladung eines weiteren gemeinsamen Freundes namens Milo nach Belize werden sie unverschuldet in eine Serie von Verbrechen verstrickt.

## Figuren
Joel ist ein von familiären Rückschlägen gezeichneter Lehrer. Er hat mit einer schwachen Psyche zu kämpfen, was sich im Laufe der Serie noch weiter verschlimmert. Er ist gut mit Cobis Frau Helena befreundet und hat eventuell sogar eine Affäre mit ihr.
Lex ist ein erfolgloser Musiker, der aber das Herz im Gegensatz zu seinen Freunden am rechten Fleck hat. Im Laufe seines Lebens war er mit diversen Rockbands auf Tour und hat viel Zeit auf der Straße verbracht. Lex war lange drogen- und alkoholabhängig, ist nun aber clean und trocken. Sein einziges Familienmitglied ist sein an Alzheimer erkrankter Vater, zu dem er via einer Videobotschaft Kontakt aufnimmt.
Gus hat Rechtswissenschaften studiert und war eine Zeitlang als Rechtsanwalt tätig. Jedoch als gegen die Firma, für die er tätig war, Ermittlungen eingeleitet wurden, verlor er seine Anstellung. Mittlerweile hat er sich als Antiquitätenhändler selbstständig gemacht. Im Lauf der Serie erfährt man, dass er ein schwieriges Verhältnis zu seiner Familie, speziell zu seinen Töchtern hat.
Cobi ist Finanzberater. Man erfährt, dass er verheiratet ist und seine Frau Helena heißt, er es jedoch mit der Treue nicht so genau nimmt. Er ist für eine Firma tätig, die sich mit internationalen Finanztransaktionen beschäftigt. Er wickelt des Öfteren Geschäfte ab, die sich am Rande der Legalität befinden, und kennt sich mit Steueroasen und Briefkastenfirmen aus. Zu Beginn der Serie erfährt man, dass er zu einem früheren Zeitpunkt die Möglichkeit gehabt hätte, zusammen mit Milo Geschäfte zu machen.
Milo gehört die Villa am Strand in Belize. Er lädt seine vier Collegefreunde Joel, Lex, Gus und Cobi zu sich ein. Er ist sehr wohlhabend und scheint sein Vermögen durch dubiose Geschäfte erwirtschaftet zu haben.

## Episodenliste
| Nr. | Deutscher Titel                    | Originaltitel | Erstausstrahlung USA | Deutschsprachige Erstausstrahlung (D/A) | Regie             | Drehbuch                     |
| --- | ---------------------------------- | ------------- | -------------------- | --------------------------------------- | ----------------- | ---------------------------- |
| 1   | Ankunft in Belize                  | Pilot         | 22. Jan. 2015        | 6. März 2016                            | Charles McDougall | Cris Cole                    |
| 2   | Xtabai                             | Xtabai        | 22. Jan. 2016        | 6. März 2016                            | Alex Graves       | Shawn Ryan                   |
| 3   | Na sowas                           | Well          | 22. Jan. 2016        | 6. März 2016                            | Randall Einhorn   | Cris Cole                    |
| 4   | Angriff ist die beste Verteidigung | Flares        | 22. Jan. 2016        | 6. März 2016                            | Clark Johnson     | Brett C. Leonard & Cris Cole |
| 5   | Rochelle                           | Hat           | 22. Jan. 2016        | 6. März 2016                            | Uta Briesewitz    | Eileen Myers                 |
| 6   | Jeder für sich                     | Leslie        | 22. Jan. 2016        | 6. März 2016                            | Craig Zisk        | Michael C. Martin            |
| 7   | Das Wiedersehen                    | Ice Cream     | 22. Jan. 2016        | 6. März 2016                            | Guy Ferland       | Zev Borow                    |
| 8   | Das fehlende Geld                  | Broodstock    | 22. Jan. 2016        | 6. März 2016                            | Mark Piznarksi    | Jon Worley                   |
| 9   | Die Lieferung                      | Seahorse      | 22. Jan. 2016        | 6. März 2016                            | Ted Griffin       | Kent Rotherham               |
| 10  | Die Abreise                        | Needles       | 22. Jan. 2016        | 6. März 2016                            | John David Coles  | Cris Cole                    |